# Ismael López
Ismael López Blanco est un footballeur espagnol né le 29 janvier 1990 à Pampelune. Il évolue au poste d'arrière gauche avec le Dinamo Bucarest.

## Palmarès
- Espagne -17 ans
  - Vainqueur du Championnat d'Europe des moins de 17 ans en 2007